# Lego WeDo
Lego WeDo - набір для навчання основам робототехніки, представлений компанією Lego в рамках проекту Lego Education в 2009 році. Призначений в першу чергу для викостання на спеціальних курсах робототехніки в початковій школі.

### Набір
Набір включає в себе стандартні блоки Lego, датчики руху та нахилу, електромотори та спеціальний USB-хаб для підключення створених моделей до комп'ютера. Для розширення базового набору можна використовувати додатковий ресурсний набір WeDo, який постачається окремо.

### Програмування
Для програмування використовується спеціальне програмне забезпечення WeDo, яке доступно для операційних систем Windows та MacOS. Комплект ПЗ також включає в себе 12 уроків для навчання основам програмування та інструкції для створення роботів.

### WeDo 2.0
В 2016 році був представлений набір WeDo 2.0, який включає в себе розумний блок Smart Hub, що можна запрограмувати самостійно за допомогою комп'ютера або планшета.